# Тури (Италия)
Тури (итал. Turi) — коммуна в Италии, располагается в регионе Апулия, подчиняется административному центру Бари.
Население составляет 320.257 человек  (31 марта 2019 г.), плотность населения составляет 161 чел./км². Занимает площадь 70 км². Почтовый индекс — 70010. Телефонный код — 080.
Покровителями коммуны почитаются святой Иоанн Креститель, празднование 24 июня, и святой Оронций, празднование 26 августа.

## Демография
Динамика населения:

## Администрация коммуны
- Официальный сайт: http://www.comune.turi.ba.it/